# Титмар (граф Северной Тюрингии)
Титмар (нем. Thietmar) (ок. 850—932/937) — граф в Северной Тюрингии и Харцгау, сын графа Асига

## Биография
Граф Титмар был воспитателем Генриха I Птицелова, герцога Саксонии. Благодаря этому он занимал видное положение. После смерти короля Конрада I Франконского в 919 году, Титмар сумел добиться избрания Генриха Птицелова королём Германии. Как полководец он принимал участие в битве с венграми в 924 году и славянским племенем ратарей в сражении при Лучине в 929 году.
Точно не известно, в какой области правил Титмар. Видукинд Корвейский называет его графом из Северной Тюрингии и  Харцгау, в области Эльбы, но документально его владения нигде не подтверждены.

## Брак и дети
Жена: Хильдегарда Мерзебургская, сестра Эдвина, графа Мерзебурга
Дети:
- Зигфрид I (ум. 10 июля 937) — граф Мерзебурга, «легат» Восточной Саксонской марки с 936
- Геро I Железный (ок. 900—20 мая 965) — маркграф Восточной Саксонской марки с 937
- Хидда (ум. после 975) — муж: Кристиан II (ум. 966), граф в Северной Тюрингии и Швабии в 937, маркграф в Зеримунте в 945
- Титсуинд, муж: Мегинверк (ум. 2 октября 953), граф в Тюрингии